# Teamo Supremo
Teamo Supremo è una serie a cartoni animati statunitense prodotta dalla Walt Disney Company che racconta le avventure di tre bambini supereroi.

## Personaggi

### Teamo Supremo
- Crandall / Capitan Crandall è il capo del gruppo. Crede di essere un supereroe alieno proveniente da un altro pianeta. I suoi gadget comprendono una cintura 'magica', uno yo-yo, un boomerang e uno scudo. Il suo grido di battaglia è "BUH-ZA".
- Hector Felipé Corrio / Skate Boy è un ex campione di skateboard. La sua arma principale è un jet- skate. Il suo grido di battaglia è "CHI-KA".
- Brenda / Cow Girl, l'unica femmina del gruppo. La sua arma è un lazo che usa anche per 'trasformarsi'. Il suo grido di battaglia è "WUH-PA".

### Personaggi ricorrenti
- Governatore Kevin
- Chief Epsilon
- Jean
- Mr. Paulson
- Samantha
- Mrs. Woolingantz
- Action the Dog
- The Silver Shield a.k.a. Gordon
- The Dark Talon a.k.a. Nick
- Hector's Mom
- "The Twins"
- Brenda's Mom
- Barclae a.k.a. Diaper Dude
- Teamo's Dads
- Patience
- Mauricio the Comedian
- Tiffany Javelins a.k.a. the Songstress a.k.a. Sally Smith
- Captain Excellent
- B. Barry Berylium
- Ollie Jimson
- Viva Voom

### Altri cattivi
- Baron Blitz
- Technor the Mechanized Man
- Chopper Daddy
- Scooter Lad a.k.a. Snake a.k.a. Justin
- The Birthday Bandit a.k.a. B.B. the Clown
- Madam Snake
- Mr. Large
- Laser Pirate a.k.a. Larry
- The Gauntlet a.k.a. Crawford
- Hypnotheria -
- Dehydro -
- Mr. Vague
- Electronica a.k.a. Polly Pixel
- "Big Skull" -
- "The Synister Stylist"

## Episodi
1. All'inizio / Superagenti - Supereroi
2. And Then There Were Two... / Who Invited the Birthday Bandit?
3. My Sister the Spy! / Sinister Substitute!
4. Grounded! / The Baron and the Baby Brother!
5. The Chief's New Groove / Capitol Offense!
6. Danger Dirigibles! / Enter the Cheapskate!
7. Appetite For... Dessert! / It's Crandall's Birthday - Bandit!
8. The Sinister Stylist! / Running the Gauntlet!
9. Attack of the Stuffed Stuff! / Reservoir Frogs!
10. Sounds of the Songstress! / Calling Captain Excellent!
11. Pogo Panic! / Enter Dr. 'Droid!
12. Mr. Vague Does Something... / The Big Put-Down!
13. The Return of Technor! / A Monumental Crisis!
14. You Better Start Calling Me Chief! / When Elements Unite!
15. The Haunted House on Horror Hill! / An Appointment With the Dentist!
16. Getaway Car-Go! / Enter Lord Druid!
17. Electronica's Game! / The Angler's Angle!
18. Thog the Caveman Returns! / Mr. Large's Slippery Scheme
19. Out of the Past / The Sinister Shillelagh!
20. Genitori spaziali / Un ospite misterioso
21. The Sinister Sloppy Joe! / Sun, Surf, Sand... and Skull?
22. The Big Image Problem! / Not on My Cinco De Mayo!
23. Things That Go Bump in the Night! / Will of the People!
24. Happy Holidays Mr. Gruff / The Grandfather Show
25. Electronica's Game 2! / Tossing the Gauntlet!
26. Doin' the Supremo! / Beware of the Bungler!
27. Going It Alone! / Out to Dry!
28. Play It Again Songstress!
29. Brenda's Birthday Bandit! / Raising The State!
30. Welcome to the Magna Mall! / The Baron's Blitz!
31. Pyrite and Pirate! / The Chief of Cheer!
32. Cloaked Paulson, Mr. Skull + 3, 2, 1... Teamo!
33. Something Cheesy Comes This Way / Cartoons of Doom!
34. State of Chaos / Science Friction!
35. Will You Be My Valentine Bandit? / Unidentifiable Goopy Substance! 1
36. The Mark of Comrade Z
37. Teamo Rocks! / The Wrath of Scooter Lad!
38. Word Search / Micro Supremo
39. The Governor's Analyst / The Gauntlet's New Gloves!